# Jan Tuttel
Jan Tuttel (Almelo, 21 juli 1943 - Eelde, 30 december 2006) was een Drentse natuuractivist, columnist, publicist en tv-presentator/programmamaker.
Tuttel was bijna een leven lang actief in natuur-, landschaps- en milieubescherming. Hij was geen man voor de barricaden, eerder voor de schrijfmachine. Het aantal publicaties van zijn hand is schier ontelbaar. Hij gold als kenner bij uitstek van (regionale) cultuurhistorie en volkscultuur. Een voorbeeld daarvan: wie iets over paasvuren wilde weten, kon niet om hem heen.
Hij werd opgeleid als handvormer-kernmaker en was werkzaam in een ijzergieterij van een grote machinefabriek. Daarna werd hij achtereenvolgens weerman bij meteodiensten op militaire en civiele vliegvelden, bijzonder opsporingsambtenaar, provinciaal consulent natuur- en milieu-educatie (NME) en consulent voorlichting & educatie nationale parken. Daarnaast was hij freelance publicist en journalist en tevens 'kleine' programmamaker/presentator bij een lokale en regionale omroep en adviseur-stimulator publieksprojecten bij Staatsbosbeheer.
Onder het pseudoniem Harmjan van Steenwijk schreef hij columns voor de Drentse Courant. In het Nieuwsblad van het Noorden publiceerde hij onder eigen naam de rubriek Eem’n kiek’n.
Medio 2002 werd bij hem prostaatkanker vastgesteld. In augustus 2005 besloot hij af te zien van zware chemokuren. Hij koos bewust voor kwaliteit van leven. ”Je leeft misschien een paar maanden langer, maar op bed”, verduidelijkte hij in een interview in het Dagblad van het Noorden op 24 december 2005. Toch leefde hij daarna nog ruim een jaar.
Jan Tuttel overleed op 63-jarige leeftijd.